# Distretto di Sidi Ladjel
Il distretto di Sidi Ladjel è un distretto della provincia di Djelfa, in Algeria, con capoluogo Djelfa.

## Comuni
Il distretto di Sidi Ladjel comprende 3 comuni:
- Sidi Ladjel
- El Khemis
- Hassi Fedoul